# UNO (álbum de Alex Zurdo, Funky y Redimi2)
UNO es un álbum de estudio colaborativo entre los cantantes puertorriqueños Alex Zurdo y Funky y el dominicano Redimi2. El álbum fue anunciado por Redimi2 en su sencillo «Empírico» para el 1 de enero de 2021, siendo lanzado «Mira lo que hizo Dios», sencillo con un vídeo oficial que fue tendencia en YouTube en algunos países de Latinoamérica.
El álbum fue subido a ITunes para estrenarse en su totalidad el 1 de febrero de 2021, añadiendo a un cuarto artista como participante, Almighty, que al final fue quitado como cuarto participante. El mismo día del estreno del álbum, se lanzó el vídeo oficial del cuarto sencillo «Quita y pon» junto a Peter Metivier, y superó en Itunes a álbumes como El último tour del mundo de Bad Bunny.
El álbum fue reconocido en Premios Arpa como "Mejor álbum urbano", "Álbum Música Urbana" en Premios El Galardón Internacional, y estuvo nominado en los Premios Dove como "Álbum en español del año"  y dos sencillos del proyecto discográfico como "Top Canción Cristiana / Espiritual" en Premios Tu Música Urbano de 2022. Desde la década pasada, habían estado colaborando entre sí en sus álbumes, como Reset, De la A a la Z, Exterminador Operación Mundial, Indestructible, Trapstornadores, ¿Quién contra nosotros?, participando en los sencillos «¿Quién soy yo?» con Pichie de Triple Seven, «Pa que preguntan (Remix)» junto a Almighty, «Jesús (Remix)» de Indiomar y anunciaron «Yo tengo una voz (Remix)» junto a Christian Ponce. En el álbum Pura Sal, Alex Zurdo y Funky colaboraron con Redimi2 por primera vez en una misma canción en el sencillo homónimo del álbum.
En anteriores ocasiones, ya los artistas habían participado en álbumes colaborativos. En 2006, Alex Zurdo lo hizo junto a Jonny L para el álbum Se trata de ti, fungiendo como dúo para ese año. Asimismo, en 2013, Más presentó a Funky y Redimi2 como dúo, en el álbum ganador del Premio Arpa 2014 a "Mejor álbum urbano".
En 2020, los artistas estuvieron trabajando en el álbum UNO, el cual, fue anunciado oficialmente con el sencillo «No lo digas» con Ander Bock, siguiendo «Mira lo que hizo Dios» el primero de enero de 2021.
Dentro del estilo musical del álbum, existe una variedad de ritmos urbanos como el reguetón, el hip hop y el trap, entre otros, asimismo, colaboraciones con artistas como Oveja Cósmica de Colombia, Un Corazón de México, Ander Bock, Abby Valdez, Townix y Peter Metivier de República Dominicana y Blanca de Estados Unidos.
Después de su lanzamiento, el álbum logró la primera posición en ITunes de álbumes latinos en Estados Unidos, manteniéndose por días en esa posición.

## Controversia
En redes sociales se mantuvo una polémica debido a que Manny Montes no aparecía en el álbum. Luego él expresó que fue invitado, sin embargo, no creyó conveniente interpretar la canción que se le propuso, dando a entender que era «Mata pero vende». Comentó que no se sentía a gusto con participar, ya que, los tres exponentes tenían un concepto completo, donde él no encajaría.

## Lista de canciones
| N.º | Título                                                   | Escritor(es)                                                                                | Productor(es)                                 | Duración |  |
| 1.  | «MLQHD (Intro)» (Funky)                                  | Alexis Velez, Luis Marrero, Willy González, Carlos Lagares                                  | Alex Zurdo, Funky, Music Mind                 | 0:49     |  |
| 2.  | «Mira lo que hizo Dios (MLQHD)»                          | Alexis Velez, Luis Marrero, Willy González, Carlos Lagares                                  | Alex Zurdo, Funky, Music Mind                 | 3:54     |  |
| 3.  | «Bye Bye» (con Dahian de Oveja Cósmica)                  | Alexis Velez, Luis Marrero, Willy González                                                  | Funky                                         | 4:13     |  |
| 4.  | «No lo digas» (con Ander Bock)                           | Alexis Velez, Luis Marrero, Willy González, Ander Bock, Carlos Lagares                      | Funky, Music Mind                             | 3:52     |  |
| 5.  | «La Princesa y el Sapo»                                  | Alexis Velez, Luis Marrero - Willy González, Carlos Lagares                                 | Alex Zurdo, Funky                             | 4:12     |  |
| 6.  | «UNO» (con Almighty, Christian Ponce y Ander Bock)       | Alexis Velez, Luis Marrero, Willy González, Alejandro Mosqueda, Christian Ponce, Ander Bock | Tones                                         | 7:21     |  |
| 7.  | «A pesar de mí» (con Un Corazón, Abby Valdéz e Indiomar) | Alexis Velez, Luis Marrero, Willy González, David Omar Rivera                               | Tones                                         | 5:19     |  |
| 8.  | «Mata pero vende»                                        | Alexis Velez, Luis Marrero, Willy González, Carlos Lagares                                  | Funky                                         | 3:51     |  |
| 9.  | «Acá entre nos»                                          | Alexis Velez, Luis Marrero, Willy González, Carlos Lagares                                  | Alex Zurdo, Funky                             | 4:19     |  |
| 10. | «Clamo» (con Townix)                                     | Alexis Velez, Luis Marrero, Willy González, Gilberto Rodríguez Ortíz                        | Iván                                          | 4:54     |  |
| 11. | «Cruzaré» (con Blanca)                                   | Alexis Velez, Luis Marrero, Willy González, Carlos Lagares                                  | Funky, Music Mind                             | 4:14     |  |
| 12. | «Quita y pon» (con Peter Metiever)                       | Alexis Velez, Luis Marrero, Willy González, Carlos Lagares, Gregory Lenadro Guzman          | Kanelo Pro                                    | 4:56     |  |
| 13. | «Lucas 23:32»                                            | Alexis Velez, Luis Marrero, Willy González, Carlos Lagares                                  | Alex Zurdo, Funky, Music Mind, Enoc Hernández | 4:17     |  |

## Videos musicales y sencillos
| Fecha de lanzamiento  | Título                          | Artista invitado(s)                                |
| --------------------- | ------------------------------- | -------------------------------------------------- |
| 30 de octubre de 2020 | «No lo digas»                   | Ander Bock                                         |
| 1 de enero de 2021    | «Mira lo que hizo Dios (MLQHD)» |                                                    |
| 15 de enero de 2021   | «Bye Bye»                       | Oveja Cósmica                                      |
| 22 de enero de 2021   | «Acá entre nos»                 |                                                    |
| 1 de febrero de 2021  | «Quita y pon»                   | Peter Metivier                                     |
| 10 de febrero de 2021 | «UNO» (Video de letras)         | Almighty, Christian Ponce "El Sica" y Ander Bock   |
| 12 de febrero de 2021 | «La Princesa y el Sapo»         |                                                    |
| 23 de marzo de 2021   | «Lucas 23:32»                   |                                                    |
| 8 de abril de 2021    | «A pesar de mí»                 | Indiomar, Kim Richards de Un Corazón y Abby Valdéz |
| 22 de abril de 2021   | «Mata pero vende»               |                                                    |

## Premios y reconocimientos
En los Premios Arpa 2021, el álbum fue considerado para ser laureado como "Mejor álbum urbano", "Mejor diseño de portada" y "Mejor vídeo musical" por el sencillo «Mira lo que hizo Dios (MLQHD)», siendo ganador en la primera categoría. En los Premios GMA Dove, el álbum también fue considerado como "Álbum en español del año", siendo solo nominado.
En 2022, el álbum fue reconocido como Álbum Música Urbana en Premios El Galardón Internacional. Nuevamente recibirían nominaciones por este trabajo discográfico: Top Canción Cristiana en Premios Tu Música Urbano de 2022 por «A pesar de mí» junto a Indiomar, Un Corazón y Abby Valdéz, y también por «Bye Bye» con Oveja Cósmica. En esta gala, interpretaron en vivo la canción «A pesar de mí», con Alex Zurdo, Indiomar y Amara.

## UNO (Pistas Originales)
El 20 de octubre de 2022 se lanzó el álbum de pistas, UNO (Pistas Originales).